# Tlachicolatempa
Tlachicolatempa är en ort i Mexiko.   Den ligger i kommunen Tehuipango och delstaten Veracruz, i den sydöstra delen av landet, 240 km öster om huvudstaden Mexico City. Tlachicolatempa ligger 2 020 meter över havet och antalet invånare är 167.
Terrängen runt Tlachicolatempa är huvudsakligen kuperad. Tlachicolatempa ligger nere i en dal. Runt Tlachicolatempa är det ganska tätbefolkat, med 134 invånare per kvadratkilometer. Närmaste större samhälle är Zongolica, 19,5 km nordost om Tlachicolatempa. Omgivningarna runt Tlachicolatempa är en mosaik av jordbruksmark och naturlig växtlighet.